# Kreuzgang St. Peter und Johannes der Täufer (Berchtesgaden)

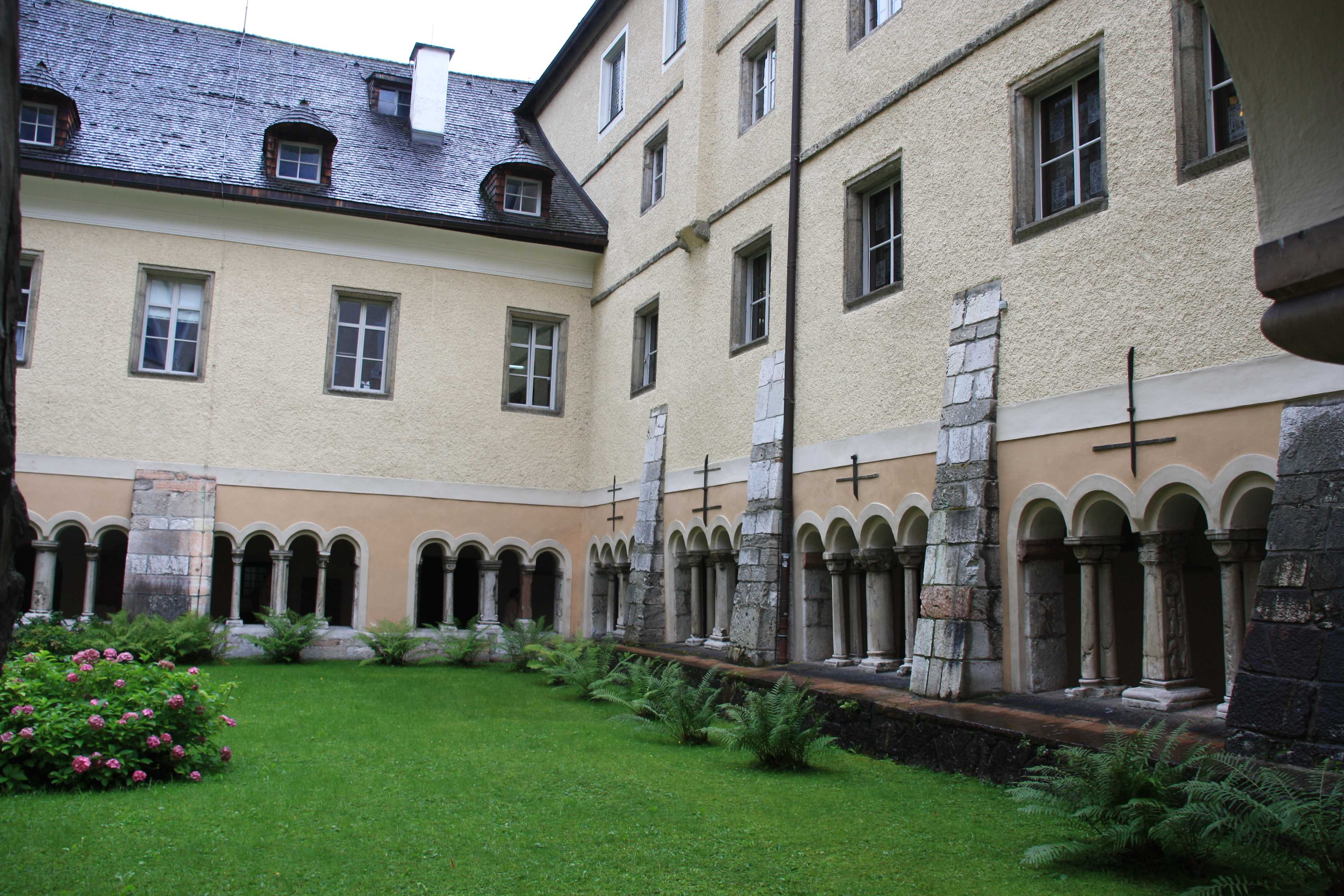
Ansicht vom Innenhof

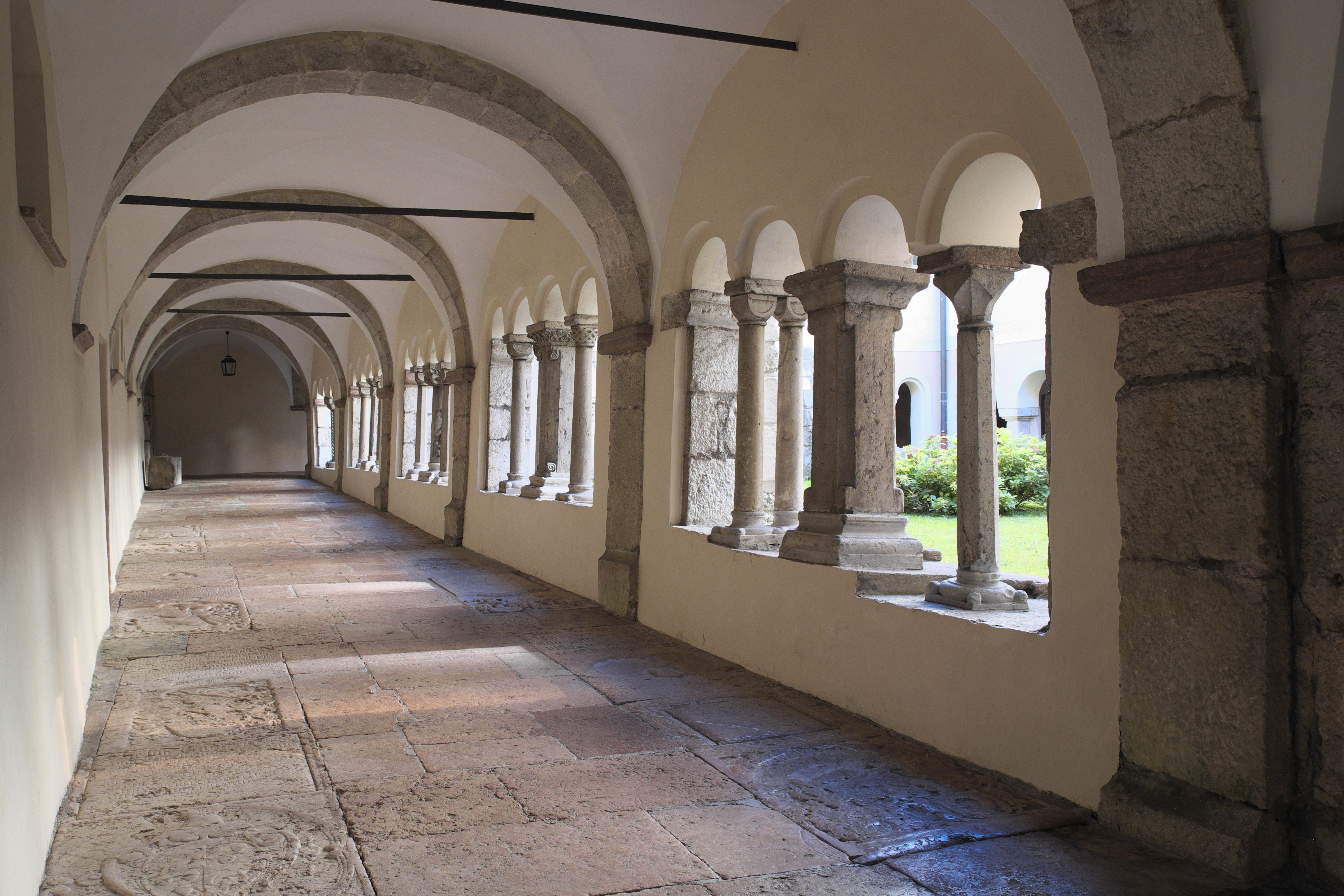
Der Kreuzgang

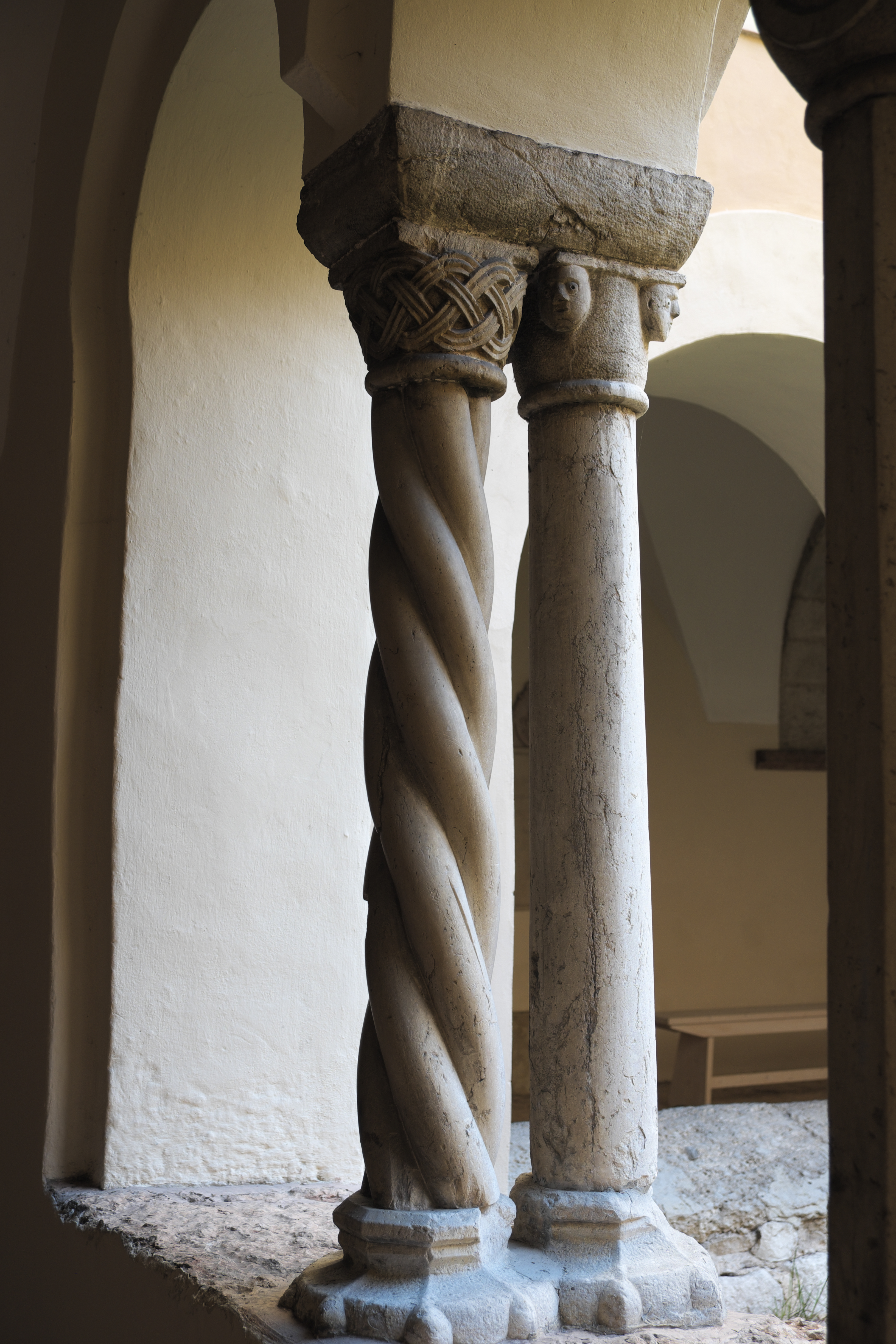
Gedrehte Säule mit einem Würfelkapitell mit Flechtband und glatte Säule mit einem Würfelkapitell mit menschlichen Köpfen

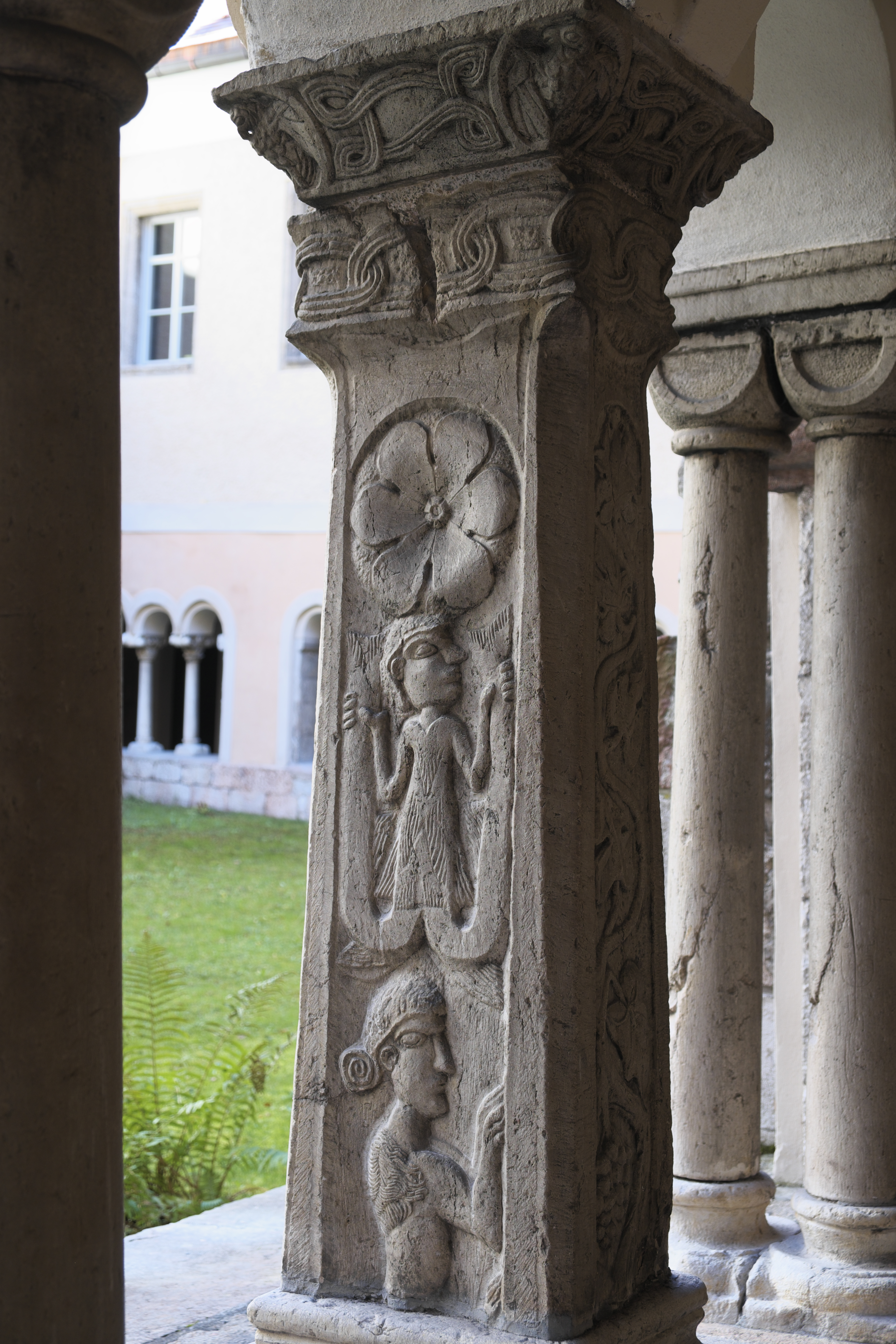
Pfeiler mit dem Relief einer Meerjungfrau und eines weiteren Mischwesens

Der Kreuzgang St. Peter und Johannes der Täufer ist der Kreuzgang des ehemaligen Augustinerchorherrenstiftes St. Peter und Johannes der Täufer in Berchtesgaden, heute Königliches Schloss Berchtesgaden im oberbayerischen Landkreis Berchtesgadener Land. Er gilt als eines der eindrucksvollsten Bauwerke der Romanik in Süddeutschland. Er wurde ab dem späten 12. Jahrhundert errichtet und stellt neben dem Stufenportal der Stiftskirche einen der ältesten Teile der einstigen Klosteranlage dar. Der Kreuzgang ist Bestandteil des Baudenkmals Königliches Schloss und des Ensembles Schlossplatz.

## Geschichte
Der Kreuzgang war ursprünglich für das 1102 gegründete Augustinerchorherrenstift errichtet worden. Seine Entstehungszeit wird um 1180 bis in die Mitte des 13. Jahrhunderts datiert. Im Jahr 1559 wurde das Stift zur Fürstpropstei erhoben und zur Residenz ausgebaut. Im Zuge der Säkularisation im Jahr 1803 wurde das Stift aufgehoben und die Wittelsbacher richteten in den Gebäuden ihre Sommerresidenz ein. Wie die anderen ehemaligen Stiftsgebäude gehört der Kreuzgang heute zum Gebäudeensemble des Königlichen Schlosses Berchtesgaden und ist Eigentum des Wittelsbacher Ausgleichsfonds.

## Architektur
Der Kreuzgang schließt sich im Süden an die ehemalige Stifts- und heutige Pfarrkirche St. Peter und Johannes der Täufer an. Bis auf den Nordflügel, der um 1600 erneuert wurde, hat der romanische Kreuzgang weitgehend sein ursprüngliches Aussehen bewahrt. An der Südwestecke des Innenhofes stand das nicht mehr erhaltene Brunnenhaus. Die Galerien werden von Kreuzgratgewölben gedeckt, die durch breite Gurtbögen verstärkt werden. Die Gurtbögen liegen an den Innenwänden auf Kragsteinen und an der Hofseite auf Pilastern auf.

### Säulen und Pfeiler
Zum Innenhof öffnen sich drei- und vierbogige Arkaden, die teils von Säulen, teils von Pfeilern getragen werden. Die Schäfte dieser Stützen sind unterschiedlich gestaltet, sie sind rund, viereckig, achteckig, gewunden oder kanneliert. Die Basen sind mit Eckblättern skulptiert.

### Kapitelle und Kämpfer
Einen ähnlichen Formenreichtum wie die Stützen der Arkaden weisen auch die Kapitelle und Kämpfer auf. Neben schlichten Würfelkapitellen findet man korinthische Kapitelle und solche mit Blattdekor. Die Kämpfer sind mit phantasievollen Ornamenten, mit figürlichen Darstellungen, Tieren und Fabelwesen verziert.

### Reliefdarstellungen
Ein Pfeiler ist mit der Reliefdarstellung einer Meerjungfrau versehen, darunter die Darstellung eines Mischwesens mit menschlichem Kopf. Eine Säule weist das Relief einer stehenden Figur mit langen Haaren auf, die in der rechten Hand eine Kugel hält. Ein weiteres Relief an der gleichen Säule stellt oben ein vierbeiniges Tier dar und unten eine Person, die eine Lyra spielt und die als Orpheus gedeutet wird.

## Grabsteine
An den Wänden und im Boden des Kreuzgangs sind zahlreiche Grabsteine und Epitaphien aus dem 14. bis 16. Jahrhundert eingelassen.

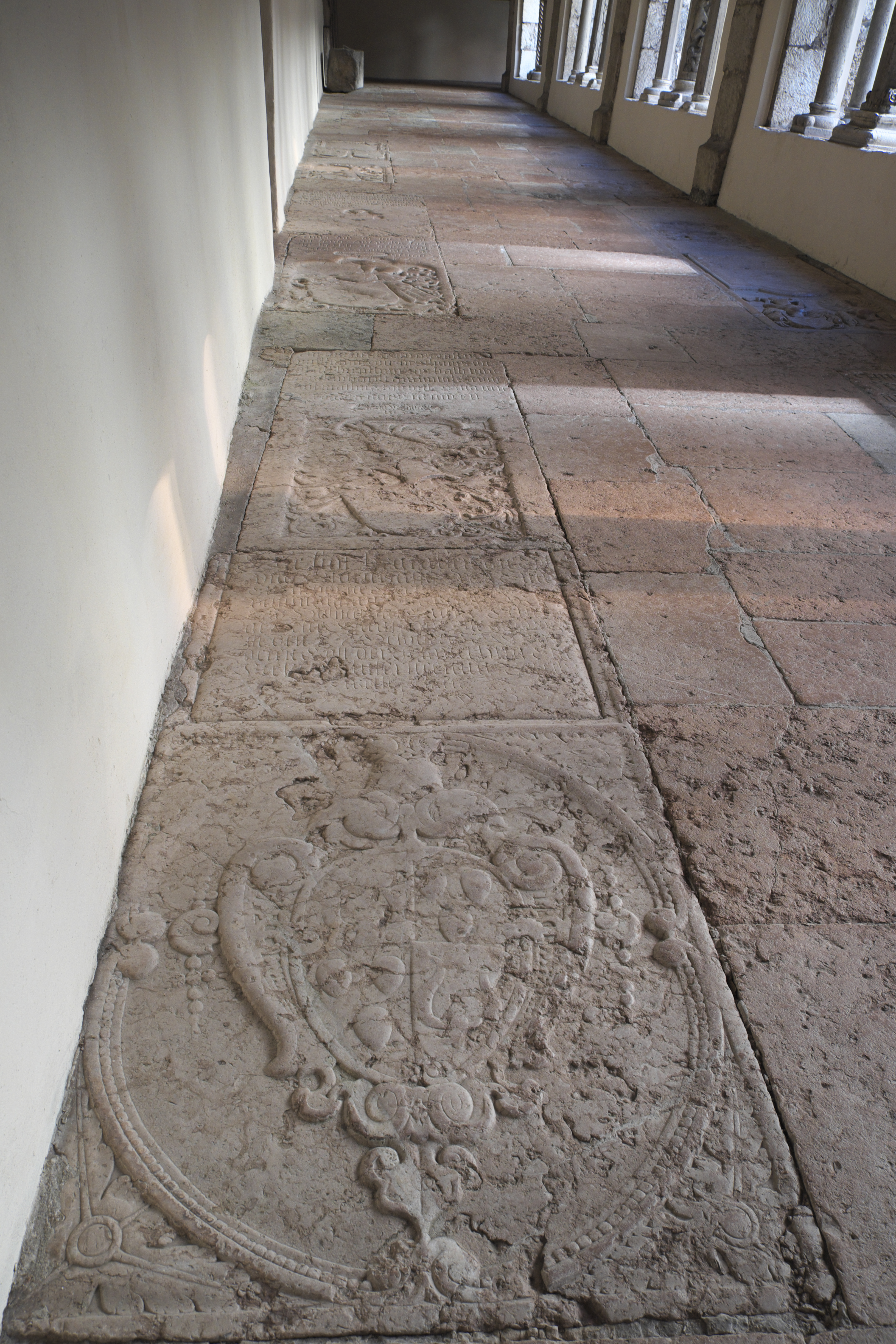
In den Boden eingelassene Grabsteine
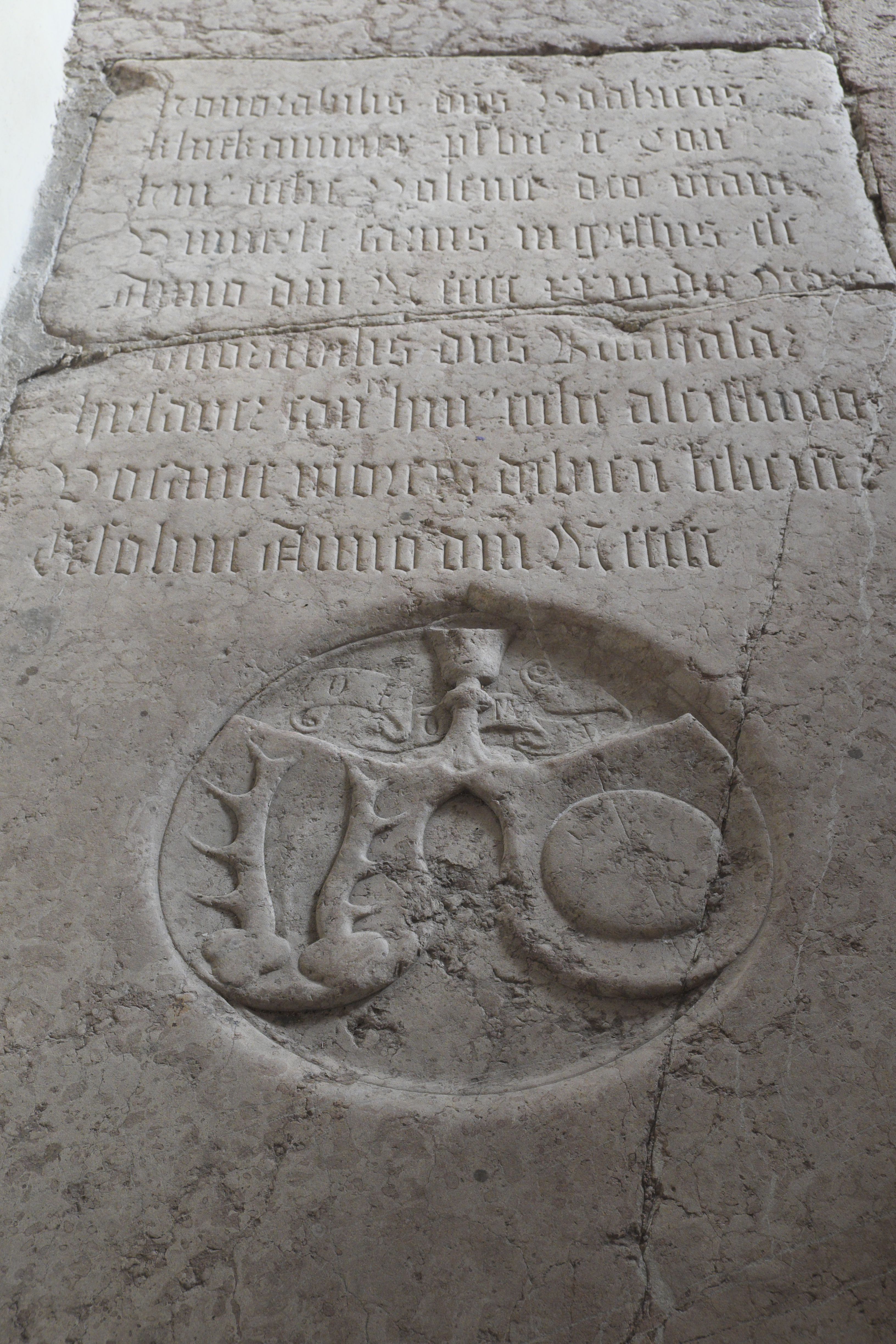
Grabstein mit Wappen
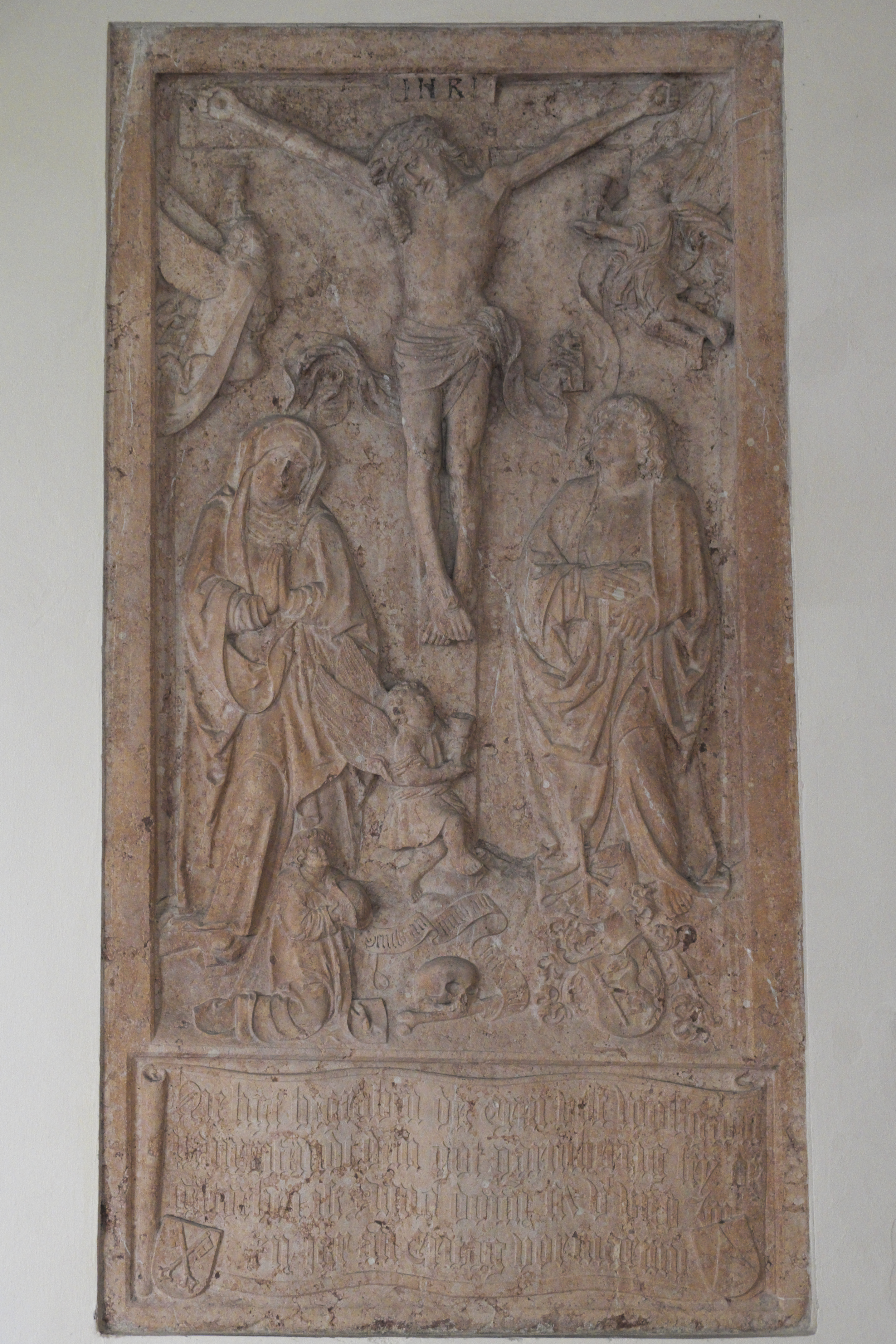
Grabstein mit Kreuzigungsszene